# سیل کریک (تنسی)
سیل کریک(به انگلیسی: Sale Creek) شهری در ایالت تنسی کشور ایالات متحده آمریکا است که جمعیت آن در سرشماری سال ۲۰۱۰ میلادی، ۲٬۸۴۵ نفر بوده‌است.